# Johnny Boyd
Johnny Boyd (19 de agosto de 1926 – 27 de outubro de 2003) foi um automobilista norte-americano que esteve em treze (doze) 500 Milhas de Indianápolis, (seis quando a prova fazia parte do calendário da Fórmula 1 de 1950 até 1960): 1955, 1956, 1957, 1958, 1959, 1960, 1961, 1962, 1963, 1964, 1965, 1966 e 1967 (não se qualificou). Seu melhor resultado em 500 Milhas de Indianápolis foi o 3º lugar em 1958, o que lhe rendeu 4 pontos.